# Brian Wilson (giocatore di baseball)
Brian Wilson (Winchester, 16 marzo 1982) è un giocatore di baseball statunitense.
Ha debuttato nella Major League Baseball (MLB) nel 2006, nelle file dei San Francisco Giants, dove ha ricoperto il ruolo di closer. Con la squadra di San Francisco ha vinto le World Series 2010; in quella stagione ha ottenuto il record di salvezze della National League con 48.
Ha al suo attivo 3 convocazioni all'All-Star Game.
Al termine della stagione 2012 è diventato free agent.
Nella stagione 2013 ha firmato con i Los Angeles Dodgers.